# ハメンクブウォノ3世
ハメンクブウォノ3世（Hamengkubuwana III、1769年2月20日 - 1814年11月3日）は、オランダ領東インド支配下のスルタン家の第3代スルタン。

## 生涯
1769年にハメンクブウォノ2世の息子として生まれる。1810年11月にフランス第一帝政の東インド総督ヘルマン・ダーンデルスがジョグジャカルタ貴族たちから貿易の独占権を奪ったことに反発したラデン・ランガがラデン・ランガの乱を引き起こした。ダーンデルスは12月にラデン・ランガが立て籠もるケラトン・ナヨヤカルタ宮殿を占領して乱を鎮圧するが、ハメンクブウォノ2世は乱の鎮圧に消極的だったため退位させられ、ハメンクブウォノ3世がスルタンに即位した。ダーンデルスは、ハメンクブウォノ2世と叔父ノトクスモをチレボンに追放した。
1811年にジャワ島をイギリスが占領し、植民地支配者がフランスからイギリスに移行した。この政変を受けた12月28日にハメンクブウォノ2世がスルタンに復帰し、ハメンクブウォノ3世は王太子に格下げとなった。しかし、ハメンクブウォノ2世はイギリスから派遣されたジャワ副総督トーマス・ラッフルズと敵対したため廃位の上ペナン島に追放され、ハメンクブウォノ3世が再びスルタンとなった。ハメンクブウォノ3世はダーンデルスの要求に応じて莫大な資金の譲渡や軍備の縮小を余儀なくされ、さらにダーンデルスに付いた叔父ノトクスモを君主とするパク・アラム家の分立を認めることになった。
1814年にハメンクブウォノ3世は崩御し、次男ジャロットがハメンクブウォノ4世として後を継いだ。長男であるディポヌゴロは身分の低い愛妾との子供だったため王位を継ぐことができず、後年支配者として復帰したオランダへの反感からジャワ戦争を引き起こした。